# نسيم البحر

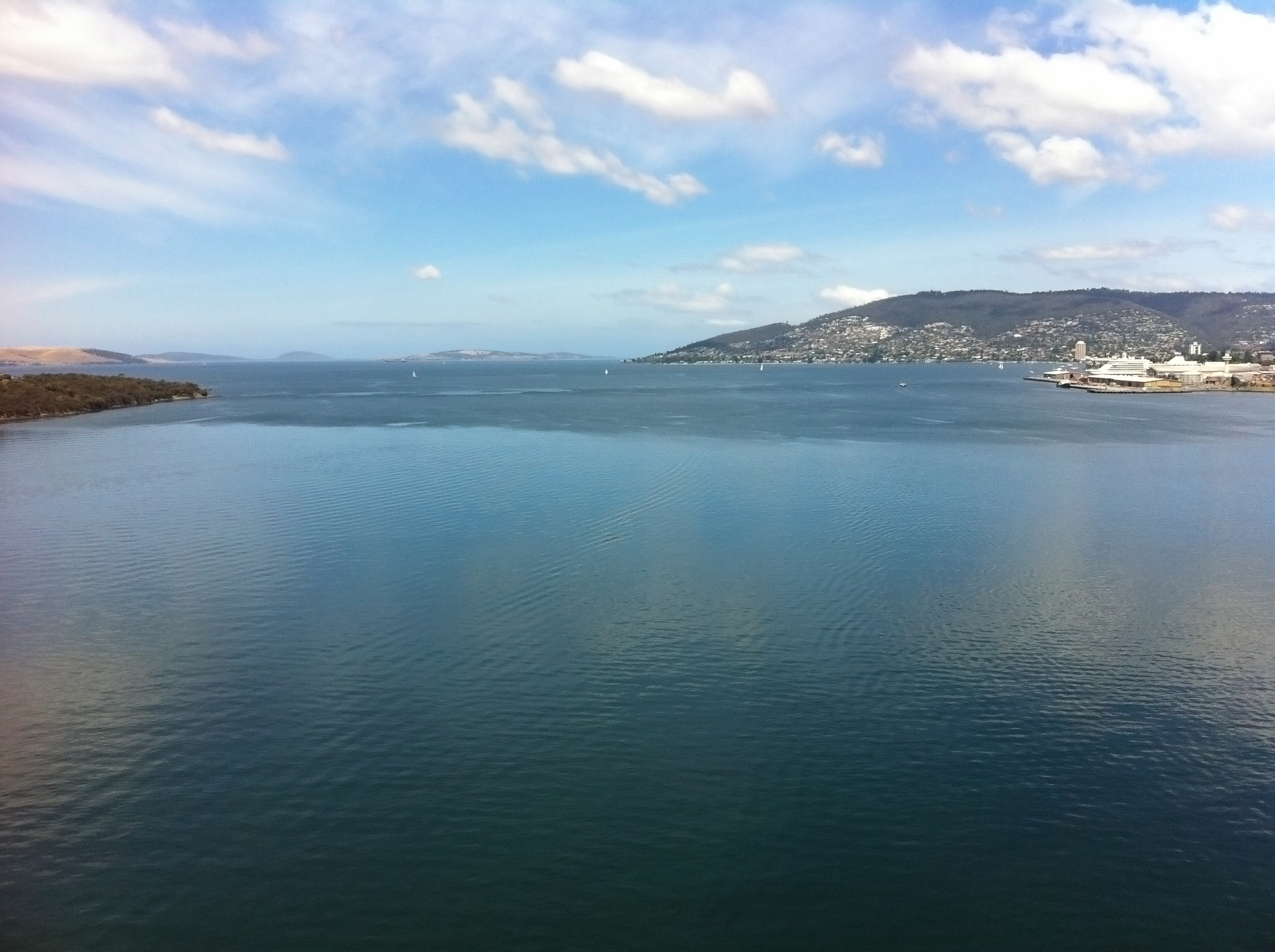
نسيم البحر يتحرك عبر الماء (باتجاه المشاهد) في هوبارت، تسمانيا، أستراليا

نسيم البحر ونسيم البر، هما ظاهرتان طبيعيتان تحدثان وتظهران بشكل واضح في المناطق القريبة من الشواطئ وفي البحر. السبب في حدوث ظاهرة نسيم البحر هي أن أشعة الشمس عندما تسقط على الأرض (اليابسة) فانها ترفع من درجة حرارتها وكذلك المياه ترتفع درجة حرارتها، ولكن من المعلوم أن سرعة التسخين تختلف بين اليابسة وبين الماء، فالماء يسخن ببطء وكذلك يبرد في الليل ببطء. اما اليابسة فانها تسخن نهارا أسرع من الماء لأن حرارتها النوعية أقل من الماء  من كل ما سبق فإن اليابسة نهارا تسخن أسرع وهذا يؤدي إلى تسخين الهواء الملامس للارض فيقل ضغطه وبسبب التسخين يتمد الهواء وتقل كذلك كثافته لذلك فانه يرتفع إلى أعلى، وعندها يتحرك الهواء البارد الموجود فوق البحر باتجاه اليابسة ليحل محله ويكون هذا الهواء بارد ويسمى نسيم البحر وهو هواء منعش، أما في الليل فيحدث العكس. تنحـجب أشعة الشمس فـتبرد اليابسة أسرع من ماء البحر وبذلك فإن الهواء الموجود فوق البحر يرتفع للأعلى لانه هواء ساخن وقليل الكثافة فيتحرك هواء من فوق اليابسة ويتحرك باتجاه البحر وهذا يسمى نسيم البر.